# Béronsart
Béronsart est un lieu-dit de la commune belge de Gesves située en région wallonne dans la province de Namur.
Il est une partie de territoire de la commune particulièrement boisée et située en bordure du ruisseau Samson. Il est déjà cité dans des actes médiévaux avec les lieux-dits Bosimont, Lornoy, Chauhez et Pourin (devenu aujourd'hui Pourrain).